# Verlag Volk und Welt
Der Verlag Volk & Welt Berlin war der wichtigste Belletristikverlag für internationale Literatur der DDR und ihr zweitgrößter belletristischer Verlag.

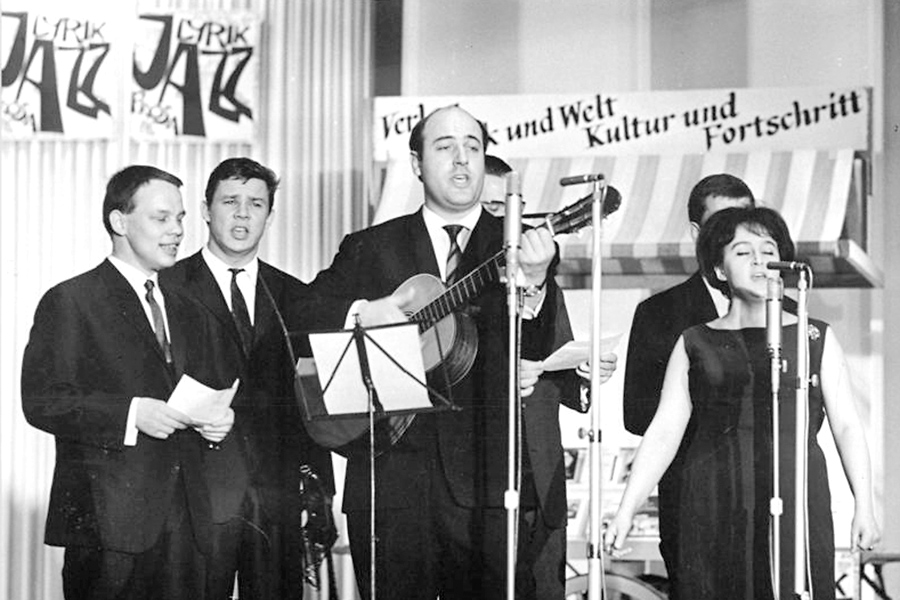
Premiere von „Lyrik – Jazz – Prosa“ in Berlin, der neuen Veranstaltungsserie des Verlages Volk und Welt-Kultur und Fortschritt, am 31. Oktober 1965 aufgenommen. Die Doppelveranstaltung fand in der Kongresshalle am Berliner Alexanderplatz anlässlich der „Woche des Buches“ statt. Hier die Jazz-Optimisten mit Manfred Krug (Mitte) und Ruth Hohmann.

## Geschichte

### 1947–1990
Der Verlag wurde am 14. März 1947 von Michael Tschesno-Hell und Wilhelm Beier als GmbH in der Sowjetischen Besatzungszone gegründet, um Übersetzungen sowjetischer Literatur und antifaschistische deutsche Literatur zu veröffentlichen. Dafür erhielt er die Lizenz der SMAD. Später wurde der Verlag für internationale Gegenwartsliteratur geöffnet. 1951 wurde der Verlag Rütten & Loening angeschlossen, 1964 jedoch wieder herausgelöst. Stattdessen fusionierte man den Verlag mit Kultur und Fortschritt, einem auf Übersetzungen sowjetischer Bücher spezialisierten Verlag der DSF. Neben den Buchpublikationen von Volk & Welt – rund 100 Titel jährlich – gab es auch die vierteljährlich erscheinende Zeitschrift der bücherkarren mit Informationen über Neuerscheinungen.
Das Verlagsprogramm unterlag wie – bei allen DDR-Verlagen – der Zensur. Die Popularität des Verlagsprogrammes war nicht nur auf die DDR begrenzt. In einer Selbstwerbung des Verlags hieß es 1970 zu der Buchreihe Spektrum „‚Volk und Welt Spektrum‘ macht mit allen Gattungen der modernen internationalen Literatur vertraut. Die Herausgabe von Kurzromanen, Stücken, Reiseskizzen, Krimis, Werkstattberichten, Gedichten und Essays graniert jene farbige Vielfalt, die der Name ‚Spektrum‘ verheißt.“
Der Verlag edierte auch Bücher in bibliophiler Aufmachung, z. B. 1969 als deutsche Erstausgabe Scholem Alejchems Der behexte Schneider mit Reproduktionen von 26 Farblithografien Anatoli A. Kaplans. 
1980 wurde der Verlag mit dem Vaterländischen Verdienstorden in Gold ausgezeichnet.

### 1990–2001
Nach 1989 musste die Treuhandanstalt den Verkauf des Verlages zweimal (1991 und 1992) rückgängig machen. Nach ersten verlegerischen Erfolgen – mit Thomas Brussigs Roman Helden wie wir gelang dem Verlag ein Bestseller – wurde Volk & Welt 2000 mit dem Luchterhand Literaturverlag zusammengelegt, 2001 erschienen die letzten Bücher. Die Namensrechte liegen heute bei der Verlagsgruppe Random House. Das Verlagsarchiv befindet sich im Bestand des Archivs der Akademie der Künste in Berlin.

## Standorte

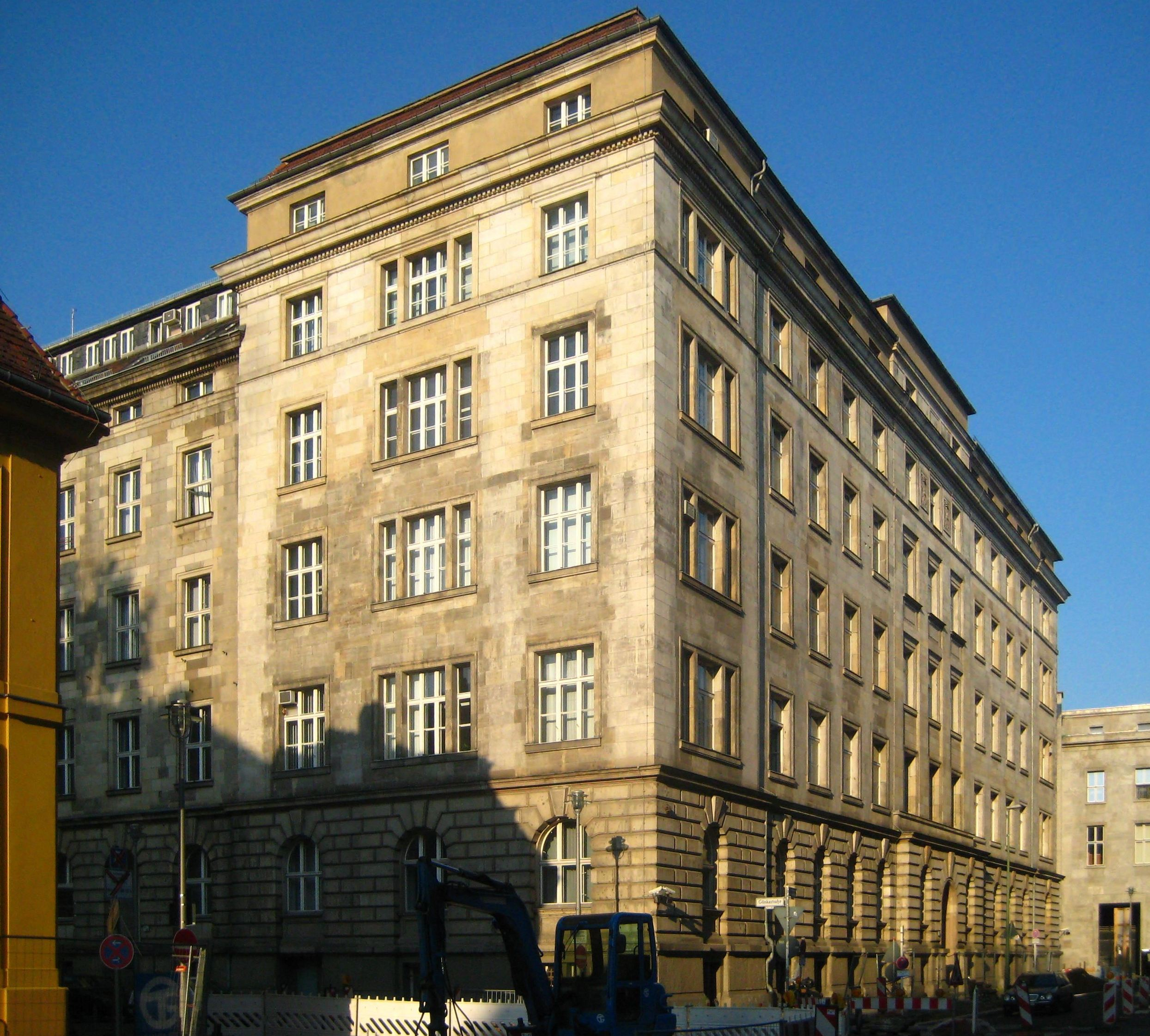
Verlagshaus ab 1947

Von 1947 bis 1996 befand sich der Verlag im Gebäude Taubenstraße 1–2 bzw. Glinkastraße 13–15 in Berlin-Mitte. 1996 zog der Verlag in die Oranienstraße 164 in Berlin-Kreuzberg.

## Verlagsleiter
- 1947: Wilhelm Beier
- 1947–1950: Michael Tschesno-Hell
- 1950–1954: Bruno Peterson
- 1954–1970: Walter Czollek
- 1970–1972: Walter Czollek und Jürgen Gruner
- 1972–1991: Jürgen Gruner
- 1991–1992: Ingo-Eric Schmidt-Braul
- 1992: Stephan Treuleben und Alexander Treuleben
- 1992–2001: Dietrich Simon

## Mitarbeiter
- Lothar Reher, Künstlerischer Leiter 1964–1978

## Verlagsschwerpunkte
- Ausländische Literatur

- Buchreihen
  - ad libitum – Sammlung Zerstreuung
  - Erkundungen
  - ex libris
  - Österreichische Bibliothek (Volk und Welt) (1985–1990)
  - Seven Seas Publishers (1958–1980)
  - Weiße Reihe Lyrik international
  - Spektrum
  - Dramenreihe
  - Volk-und-Welt-Report
  - K-Reihe (mit dem Verlag Kultur und Fortschritt)
- Heftreihen
  - KAP
  - Roman-Zeitung